# Cyanerpes cyaneus
Cyanerpes cyaneus là một loài chim trong họ Thraupidae.

## Hình ảnh

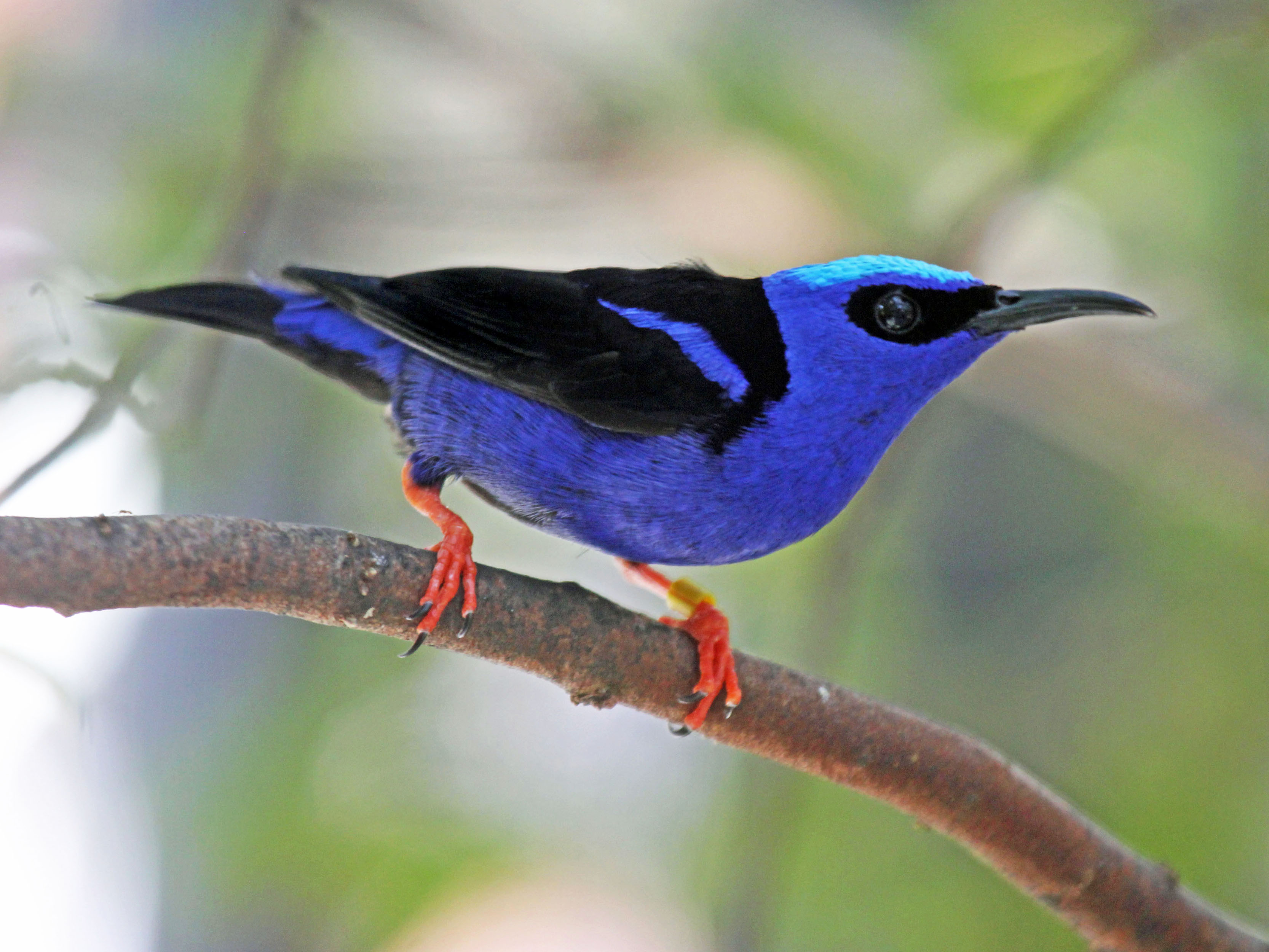
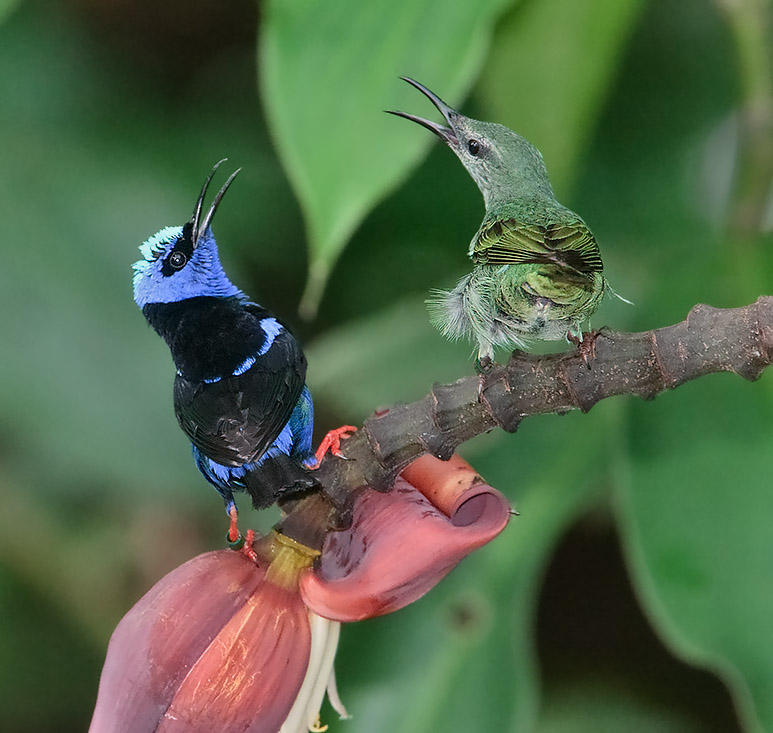
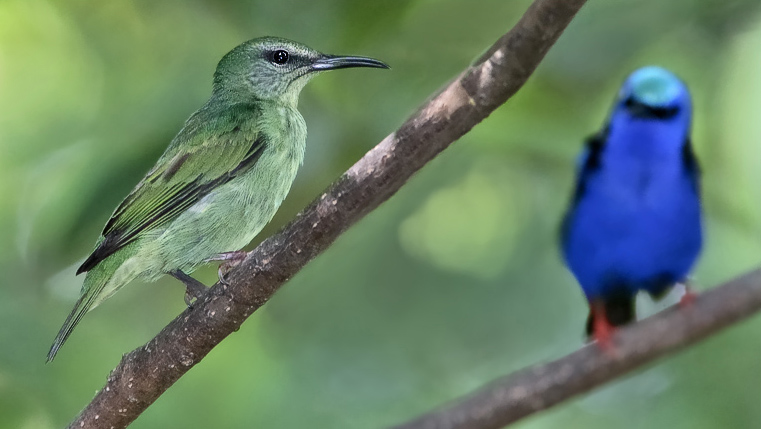
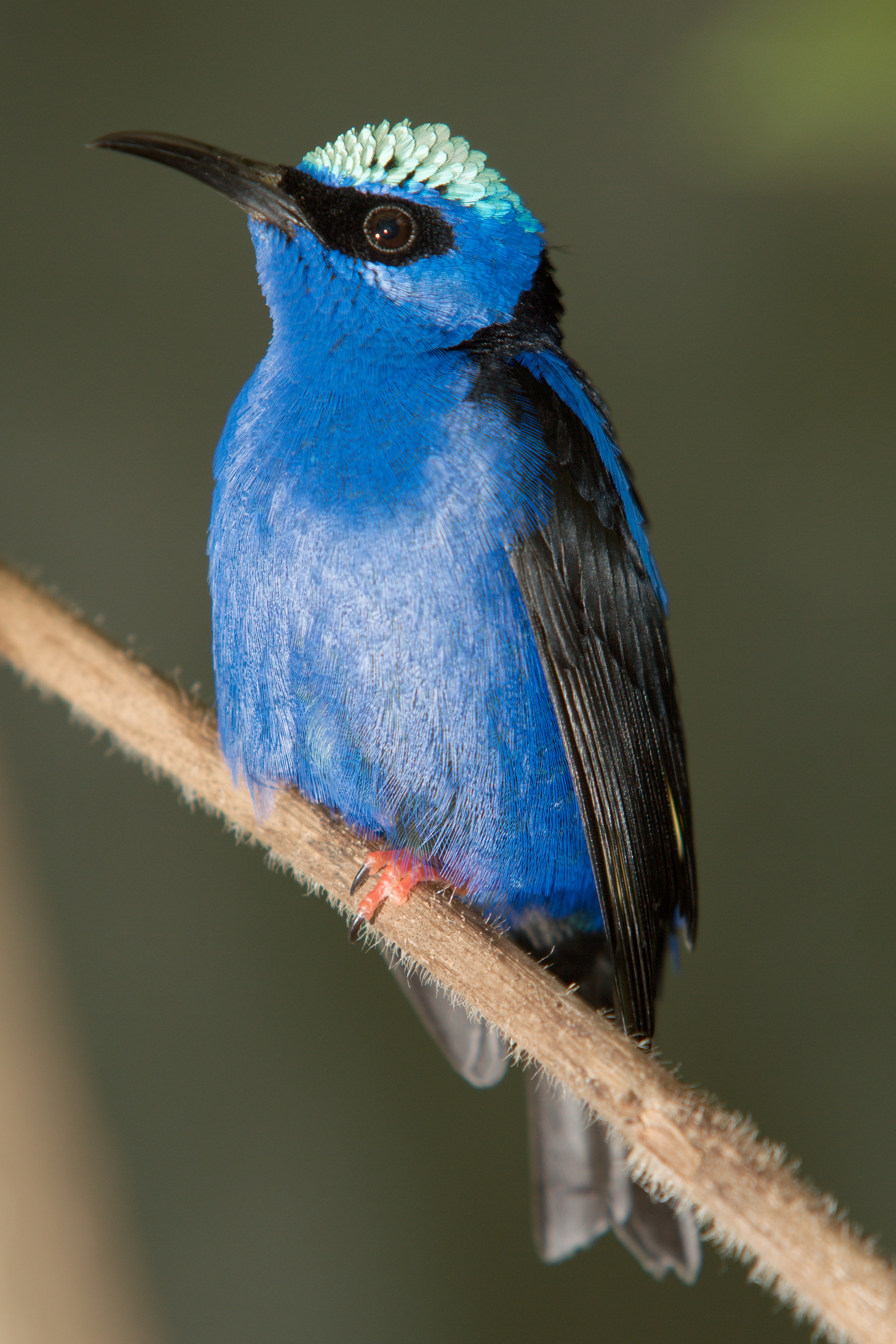
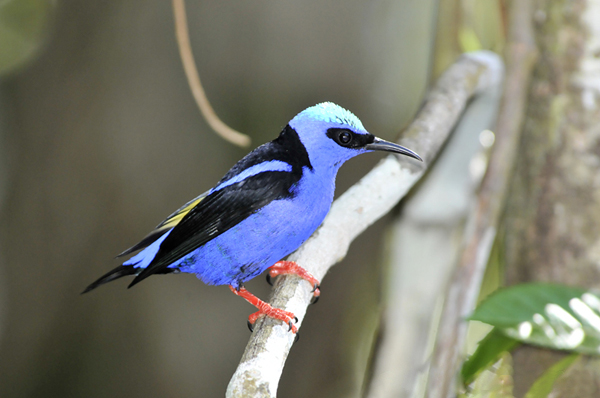
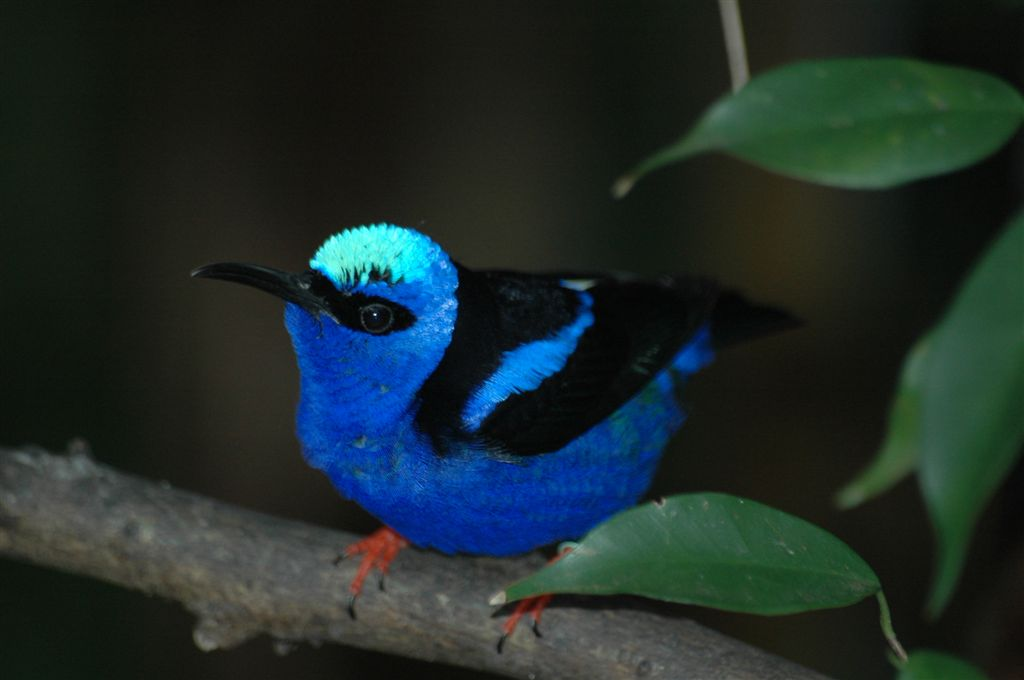